# Darthuizerpoort

Kaart van Darthuizerpoort in de Utrechtse Heuvelrug

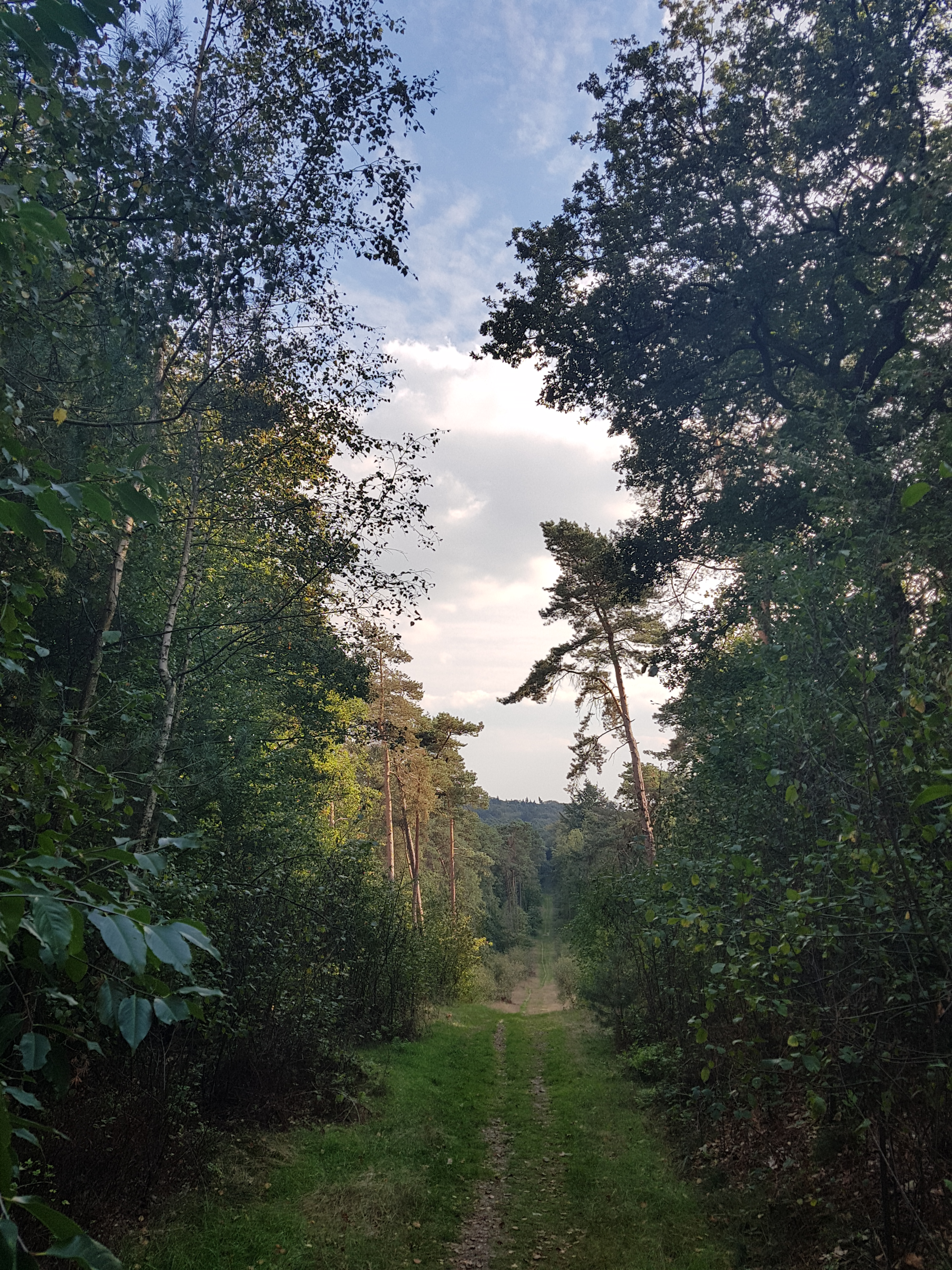
Steile helling vanaf de Darthuizerberg richting Donderberg, wegens het hoogteverschil ooit de eerste kunstskibaan van Nederland

De Darthuizerpoort is een ijssmeltwaterdal in de gemeente Utrechtse Heuvelrug in de Nederlandse provincie Utrecht. Het dal ligt ten noordoosten van Darthuizen en ten noordwesten van Leersum, tussen de noordwestelijke Darthuizerberg en de zuidoostelijke Donderberg in. De twee heuvels maken deel uit van de stuwwal Utrechtse Heuvelrug die door de Darthuizerpoort doorsneden wordt. Door de laagte loopt het zuidelijkste deel van de N226.

## Geologie
De Darthuizerpoort is gevormd door wegstromend smeltwater van landijs in de periode tussen 150.000 en 130.000 jaar geleden. Aan de rand van het ijs zocht smeltwater zijn weg door zwakke plekken in de stuwwal en er ontstonden ijssmeltwaterdalen. Het sediment dat geërodeerd werd door deze smeltwaterstromen, werd in sandrvlakten afgezet aan de westrand van de Utrechtse Heuvelrug. Hierdoor is de helling aan deze zijde flauwer dan aan de oostzijde. Op deze sandrs zijn ook zwerfkeien te vinden die meegespoeld zijn met het smeltwater uit de ijskap.

## Merkbaar
In het terrein is deze onderbreking merkbaar door de aanwezigheid van een honderden meters brede laagte tussen tientallen meters hoge stuwwallen. Een kaart uit de 17e eeuw noemt deze laagte Het gat van den bergh. Vanaf de Graftombe van Nellesteyn is het gat in de heuvelrug door het hoogteverschil redelijk goed te zien.